# Beania hirtissima
Beania hirtissima är en mossdjursart som först beskrevs av Heller 1867.  Beania hirtissima ingår i släktet Beania och familjen Beaniidae. Utöver nominatformen finns också underarten B. h. cylindrica.